# Rajcsica
Rajcsica (macedónul: Рајчица, albánul Rajçica) település Észak-Macedóniában, a Délnyugati körzet Debari járásában.

## Népesség
| Lakosok száma | 146  | 152  | 116  | 77   | 80   | 30   | 34   | 131  | 162  |
|               | 1948 | 1953 | 1961 | 1971 | 1981 | 1991 | 1994 | 2002 | 2021 |

2002-ben 131 lakosa volt, akik közül 72 albán, 42 macedón, 1 török, 16 egyéb.